# Ronen Manelis
Ronen Manelis (în ebraică רונן מָנֵלִיס; n. ianuarie 1979, Ierusalim, Israel) este un general de brigadă în Armata Israeliană, ocupând din 18 mai 2017 funcția de purtător de cuvânt al armatei. Anterior acestei poziții, Manelis a fost adjunctul Șefului de Stat Major General.

## Biografie
Ronen Manelis s-a născut în ianuarie 1979, în Ierusalim, și a crescut în Beit Shemesh. El a fost înrolat în armata israeliană în 1997 și a ocupat diverse posturi în Corpul de Informații pe Teren (actualmente Corpul de Informații de Luptă) și în Direcția de Informații a Statului Major General.
Manelis a servit ca ofițer de informații în compania de recunoaștere a Brigăzii 35 Parașutiști, între 1999 și 2000, în timpul conflictului din sudul Libanului.  Ulterior a ocupat funcția de ofițer de informații principal al Brigăzii Regionale Samaria, între 2003 și 2005. Din 2009 și până în 2010, Manelis a fost șeful unei direcții din Divizia Cercetare a Direcției de Informații Militare. Între 2010 și 2012, Manelis a fost șeful Sectorului Liban al Comandamentului Nord. Ulterior a deținut funcțiile de ofițer de informații principal al Diviziei Gaza, între 2012 și 2014, și ofițer de informații principal al Comandamentului în Adâncime, din 2014 și până în 2015.
Când Gadi Eizenkot ocupa funcțiile de șef al Direcției Operațiuni și comandant al Comandamentului Nord, Manelis a fost șeful biroului său, iar mai apoi a devenit adjunctul gral.lt. Eizenkot, când acesta a fost numit Șef al Statului Major General, între 2015 și 2017.
În februarie 2017, generalul Gadi Eizenkot a decis numirea lui Manelis în funcția de purtător de cuvânt al armatei. Manelis a urmat o perioadă de pregătire, iar pe 18 mai 2017 și-a început activitatea în noul post și a fost promovat la gradul actual, general de brigadă.

## Viața personală
Manelis a obținut o diplomă în Istorie la Universitatea Ebraică din Ierusalim și un masterat în Științe politice la Universitatea din Tel Aviv. El este căsătorit și are doi copii. Actualmente locuiește în orașul Mazkeret Batya din centrul Israelului.